# 神通機器人教育
神通機器人教育集團有限公司，簡稱神通機器人教育集團和神通機器人教育（英語：Shentong Robot Education Group Company Limited，港交所：8216），於1999年，由當時北京運動員陳丹蕾、陳永陸和鄧聲興於香港（總部）組成「駿陸媒體有限公司」和「神通電信服務有限公司」。
現時董事會主席為何晨光。業務在中國內地經營提供電子智能卡「神通卡」之推廣及管理服務。（北京神通益家科技服務有限公司業務，總部位於北京）。
股份在2002年11月15日於港交所創業板上市。配售股份價格為0.3港元，配售股份為7000萬股，集資額為2100萬港元。

## 連結
- srobotedu.com （页面存档备份，存于）